# Atelopus andinus
Atelopus andinus es una especie de anfibios de la familia Bufonidae.
Es endémica de Perú.
Su hábitat natural incluye bosques tropicales o subtropicales secos y a baja altitud, montanos secos, y rivers.